# Ticușu
Ticușu [ˈtikuʃu] ist eine Gemeinde im Kreis Brașov, in der Region Siebenbürgen in Rumänien. Gemeindesitz ist der Ort Ticușu Vechi (deutsch Deutsch-Tekes, ungarisch Szásztyúkos).

## Geographische Lage

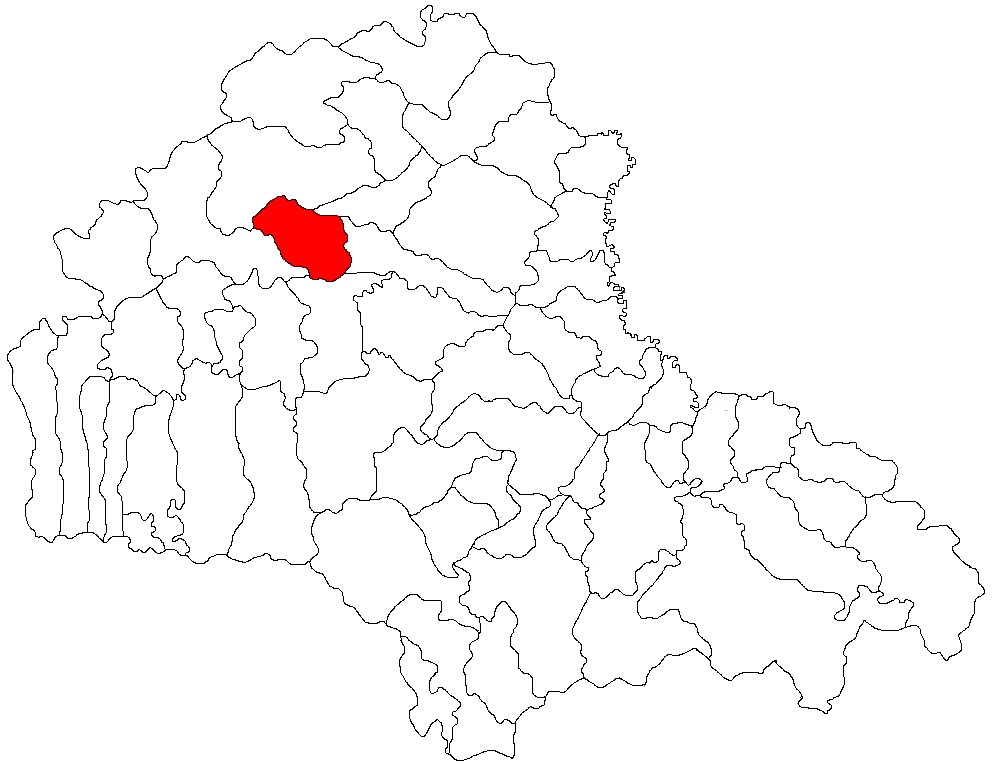
Lage der Gemeinde Ticușu im Kreis Brașov

Die Gemeinde Ticușu liegt in der historischen Region dem Fogarascher Land im Siebenbürgischen Becken. Am Bach Ticuș, einem rechten Zufluss des Olt (Alt), und an der Kreisstraße (drum județean) DJ 104K, liegt das Gemeindezentrum etwa 35 Kilometer südwestlich von der Kleinstadt Rupea (Reps); die Kreishauptstadt Brașov (Kronstadt) befindet sich ca. 75 Kilometer südöstlich entfernt.

## Geschichte
Auf dem Gebiet des eingemeindeten Dorfes Cobor – von den einheimischen Sachsen Noatlinkgraben genannt – deuten archäologische Funde bis in die Spätbronzezeit zurück. Diese sind in Museen in Hermannstadt und Sighișoara (Schäßburg) zu sehen. Archäologische Funde auf dem Livadă-Hügel innerhalb von Ticușu Vechi deuten auf eine Besiedlung im 3. oder 4. Jahrhundert hin.
Der Ort Ticușu Vechi wurde erstmals 1373 urkundlich erwähnt.
Im Königreich Ungarn gehörte die heutige Gemeinde im Stuhlbezirk Kőhalom (heute Rupea, Reps) dem Komitat Groß-Kokelburg, anschließend im  Königreich Rumänien dem Kreis Făgăraș und in der kommunistischen Zeit ab 1950 dem Kreis Brașov in seiner heutigen Zusammensetzung an. Bis 1925 wurde der Ort Ticușu Vechi Ticușu Săsesc genannt, wobei săsesc das rumänische Wort für sächsisch ist.

## Bevölkerung
Die Bevölkerung der Gemeinde entwickelte sich wie folgt:
| 1850 | 2.308 | 287 | 935 | 907   | 179            |
| 1941 | 2.403 | 288 | 731 | 1.095 | 289            |
| 1977 | 1.483 | 289 | 294 | 718   | 182            |
| 2002 | 866   | 370 | 136 | 7     | 353            |
| 2011 | 908   | 591 | 110 | 2 (?) | 205 (172 Roma) |
| 2021 | 960   | 431 | 68  | 14    | 447            |

Seit der offiziellen Erhebung von 1850 wurde auf dem Gebiet der heutigen Gemeinde die höchste Einwohnerzahl (2464) 1920 ermittelt. Die höchste Zahl von Rumäniendeutschen wurde 1941, die der Magyaren 1850, die der Rumänen 2011 und die der Roma (365) wurde 2021 registriert.
Die Hauptbeschäftigung der Bevölkerung ist die Forst- und Landwirtschaft.

## Sehenswürdigkeiten
- Die evangelische Kirchenburg Deutsch-Tekes (Ticușu Vechi),[8] wurde 1694 von den Bewohnern, die in den zehn Bauernhöfen des Ortes lebten, errichtet. Die rhombenförmige Kirchenburg mit den drei bis fünf Meter hohen Wehrmauern, hat an jeder Ecke einen dreigeschossigen Wehrturm. 1802 wurde die Kirche mit ihrem Westturm von einem Erdbeben stark beschädigt und von 1823 bis 1827 in einem spätbarocken Baustil erneuert.[3] Heute steht die Kirchenburg unter Denkmalschutz.[5]
- Im eingemeindeten Dorf Cobor (Kiewern oder auch Kiwern[9]) wurde die reformierte Kirche im 15. Jahrhundert errichtet;[5] von den Tataren 1658 und die wiederaufgebaute 1802 durch einen Brand zerstört. Die gotische Saalkirche hat eine Kassettendecke und eine hölzerne Orgelempore. Der dreigeschossige Wehrturm ist auch Glockenturm.[3] Die heutige Kirchenburg[10] steht unter Denkmalschutz.[5]

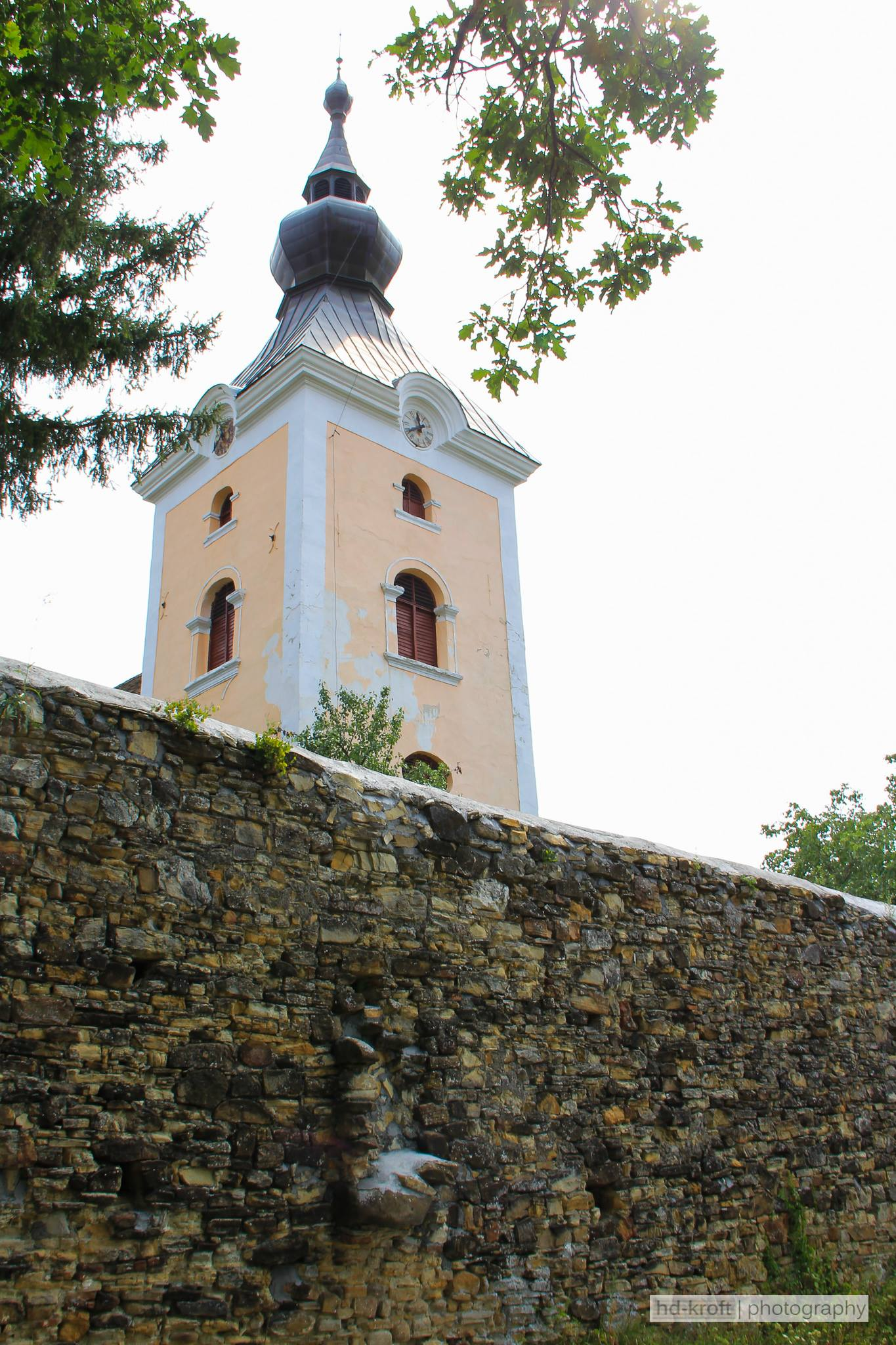
Kirchturm und
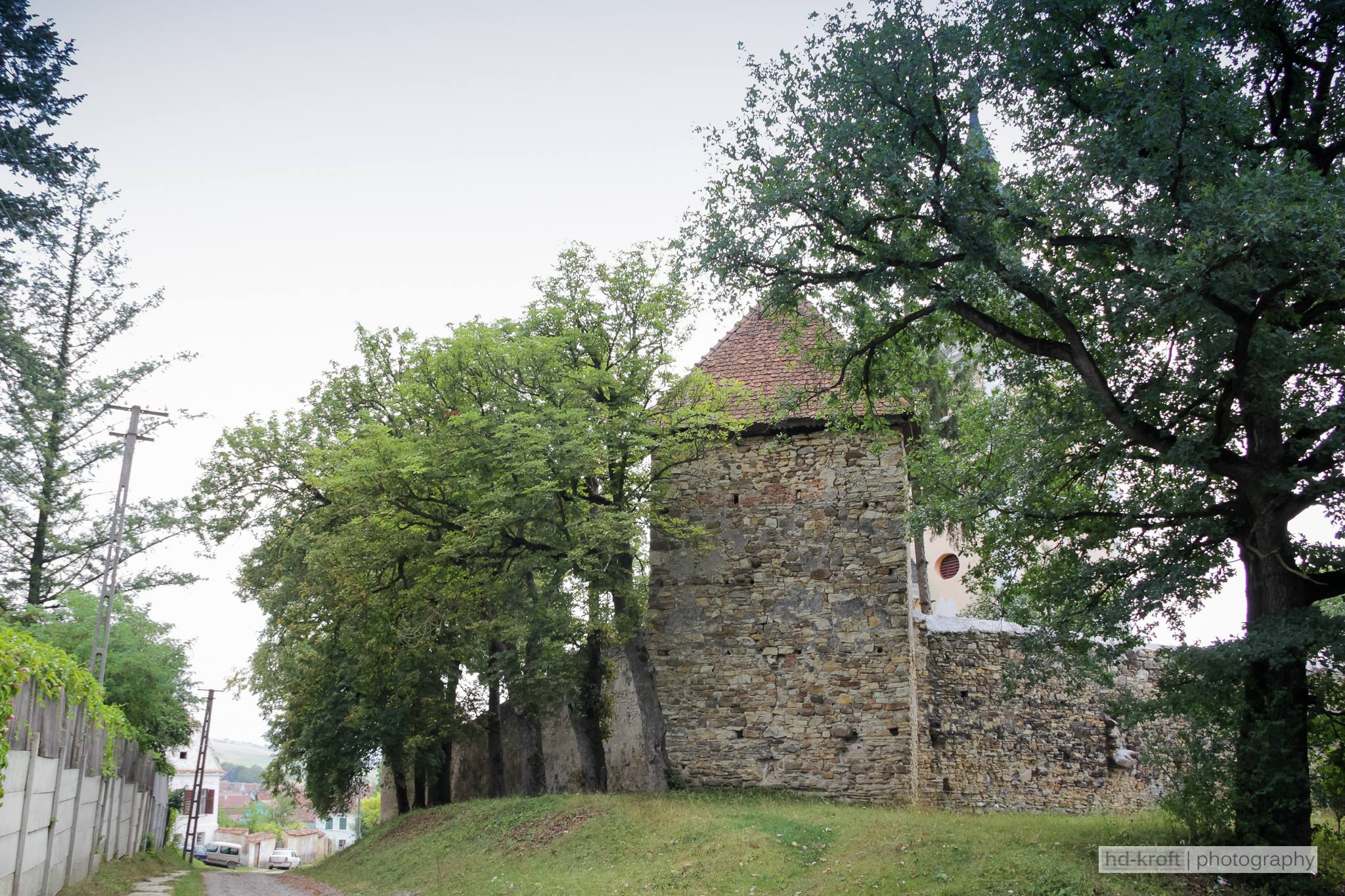
Wehrmauer der Kirchenburg in Deutsch-Tekes
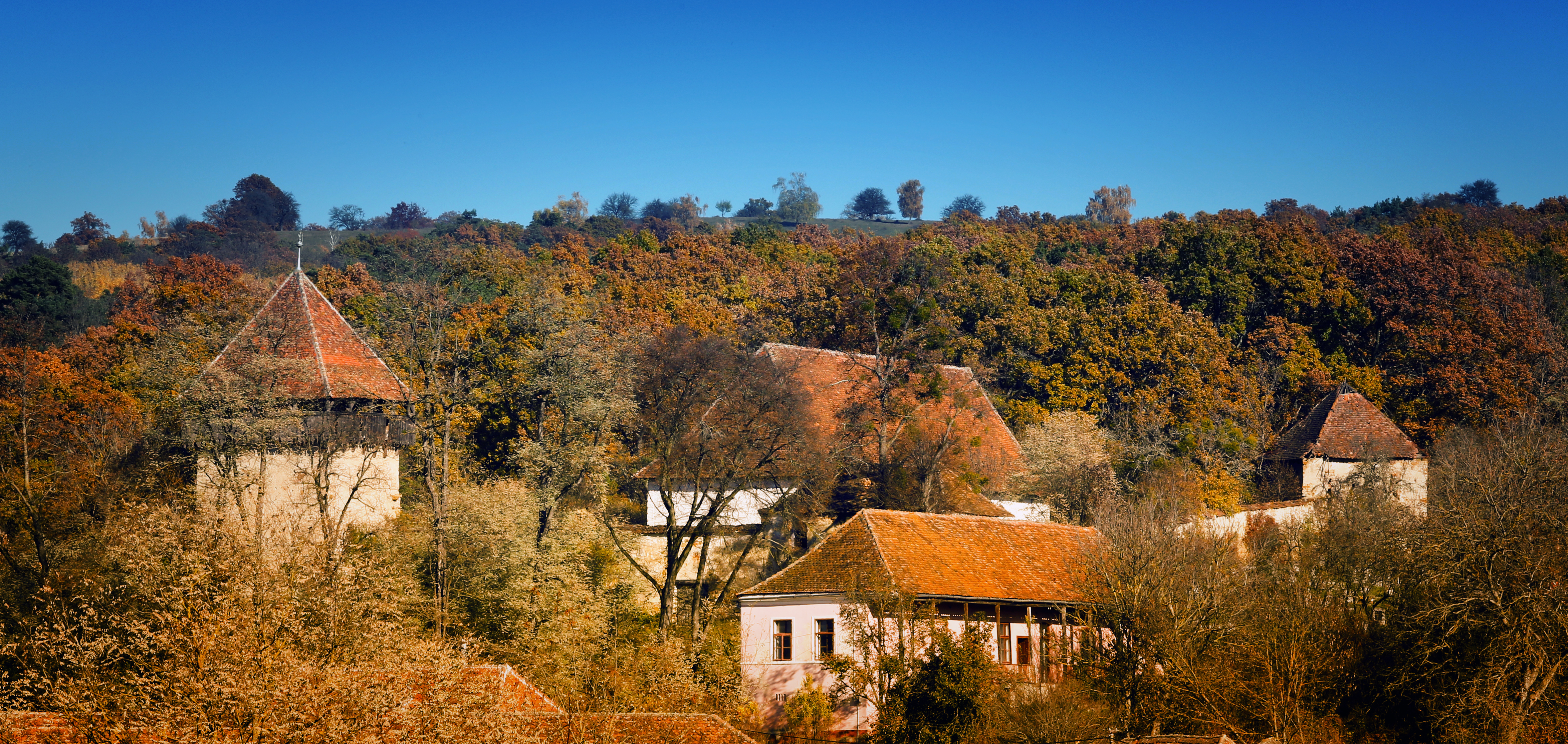
Kirchenburg von Cobor

## Persönlichkeiten
- Fritz Keintzel-Schön (* 31. August 1904 in Klausenburg; † 9. Juli 1971 hier in Ticușu Vechi),[11] Lehrer, Sprachwissenschaftler und Volkskundler[12][13]